# Anta de Paranhos
L'Anta de Paranhos (aussi appelé, Anta de Carlhaval) est un dolmen situé dans la freguesia de Paranhos da Beira (pt), sur le territoire de la municipalité de Seia (district de Guarda, Portugal),. 
Le mot anta est l'équivalent portugais d'« ante » (pilier terminal d'un temple grec ou romain), mais il est aussi employé pour désigner les pierres d'un dolmen ou le dolmen lui-même. Environ 5 000 structures mégalithiques de ce type ont été construites au Néolithique dans l'ouest de la péninsule Ibérique par les successeurs de la culture de la céramique cardiale ou Cardial.
Il est classé monument national depuis 1910 .

## Description
Ce monument mégalithique, datant de l'époque du Néolithique, est une chambre funéraire mesurant 2,80 m de diamètre et 2,00 m de haut, en forme de pyramide tronquée à base décagonale. Elle est composée de neuf orthostates presque trapézoïdaux, inclinés vers le centre, à l'exception du passe-partout en position verticale, les piliers adjacents formant une sorte de coins. Entrée orientée à l'est. Les piliers sont à leur pleine hauteur à l'exception d'un pilier au sud. À environ la moitié de la hauteur d'origine, la dalle de couverture est sculptée d'une croix grecque et d'une croix lancéolée.